# ATSC-M/H
| Llista d'Estàndards de Televisió digital                                                                                               |
| Família DVB (Europa) |
| --- |
| |
| DVB-S (Satèl·lit) - DVB-S2 DVB-T (Terrestre) - DVB-T2 DVB-C (Cable) - DVB-C2 DVB-H (Dispositius Mòbils) - DVB-SH (Terrestre/Satèl·lit) |
| |
| Família ATSC (EUA) |
| |
| ATSC (Terrestre/Cable) ATSC-M/H (Dispositius Mòbils)                                                                                   |
| |
| Família ISDB (Japó/Brasil) |
| |
| ISDB-S (Satèl·lit) ISDB-T (Terrestre) - One_Seg (Dispositius Mòbils) ISDB-C (Cable) SBTVD/ISDB-Tb (Brasil)                             |
| |
| Estàndards DVB Xina |
| |
| DMB-T/H (Terrestre/Mòbil) ADTB-T (Terrestre) CMMB (Dispositius Mòbils) DMB-T (Terrestre)                                               |
| |
| Família Radiodifusió multimèdia digital (DMB) (Corea)                                                                                  |
| |
| T-DMB (Terrestre) S-DMB (Satèl·lit) |
| |
| MediaFLO |
| |
| Codecs |
| Vídeo - MPEG-2 - H.264/MPEG-4AVC Àudio - MP3 - AC-3 - AAC - HE-AAC                                                                     |
| |
| Bandes de freqüència |
| |
| VHF |
| UHF |
| SHF |

ATSC-M/H (Advanced Television Systems Committee - Mobile / Handheld o A/153), és un estàndard que permet la difusió IP de la Televisió digital orientat a receptors portàtils o mòbils. Aquest sistema utilitza tan sols una porció d'uns ~19.39 Mbps de l'amplada de banda disponible (6 MHz) en el sistema ATSC (A/53). En ser una adaptació del sistema A/53, està modulat com ell mateix, és a dir, segons el mètode 8-VSB (8 Level Vestigial Side Band). Aquest estàndard, aprovat el 15 d'octubre de 2009 i revisat l'1 de juny de 2011, s'utilitzat a Nord Amèrica i Corea, mentre que en altres països predominen estàndards com DVB-H (Europa), ISDB-T (Japó), CMMB (China) i One seg (Amèrica llatina). El sistema ATSC-M/H i, per tant, l'ATSC, està optimitzat per a utilitzar la mateixa banda que el sistema NTSC que s'utilitza actualment als EUA.

## Estructura
Les especificacions oficials de l'estàndard mòbil ATSC-M/H estan separades en 9 parts individuals:
- Parte 1 “ATSC Mobile DTV System” Arxivat 2012-04-03 a Wayback Machine. és un repàs general de l'estàndard A/153 i les parts que el conformen.
- Parte 2 “RF/Transmission System Characteristics” Arxivat 2011-09-27 a Wayback Machine. aquesta part inclou detalls específics sobre la capa física de transmissió del sistema. També s'inclouen marcs per a futures millores o canvis.
- Parte 3 “Service Multiplex and Transport Subsistem Characteristics” Arxivat 2011-09-27 a Wayback Machine. cobreix les característiques del subsistema de multiplexat i de transport.
- Parte 4 “Announcement” Arxivat 2011-09-27 a Wayback Machine. declara els mecanismes de format i distribució que acostumen a anunciar el contingut i els serveis que es donen al M/H.
- Parte 5 “Application Framework” Arxivat 2011-09-27 a Wayback Machine. en aquesta part es descriu el marc interactiu del sistema ATSC-M/H.
- Parte 6 “Service Protection” Arxivat 2012-04-23 a Wayback Machine. especifica com el servei de protecció ha de ser descodificat i emès.
- Parte 7 “AVC and SVC Video Sistem Characteristics” Arxivat 2011-11-29 a Wayback Machine. explica les restriccions de la codificació i compressió de vídeo. A més també defineix como es formen els paquets de vídeo del corrent elemental (PES).
- Parte 8 “HE AAC Audio Sistem Characteristics” Arxivat 2011-09-27 a Wayback Machine. descriu les limitacions en HE AAC. A més també defineix como es formen els paquets d'àudio del corrent elemental (PES).
- Parte 9 “Scalable Full Channel Mobile Mode” Arxivat 2012-04-23 a Wayback Machine. inclou detalls específics del "Scalable Full Channel Mobile Mode phisical laier transmission sistem and management laier".

## Característiques del sistema

### Sistema de transmissió

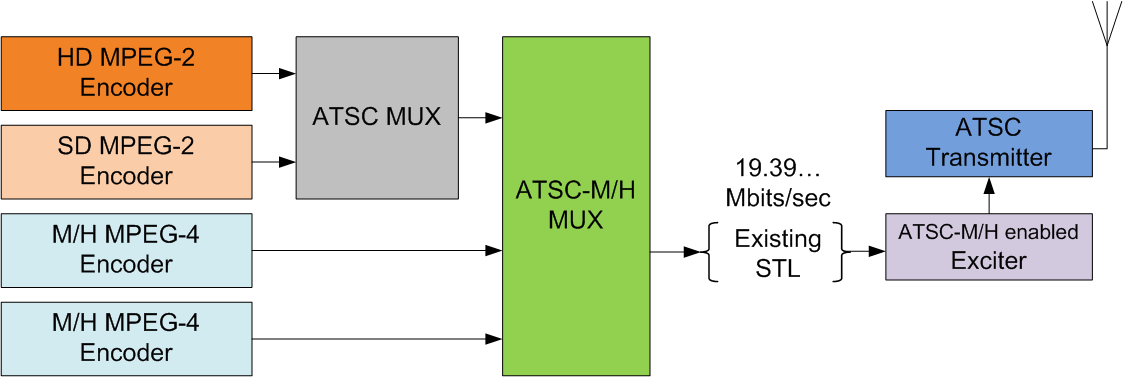
Diagrama de blocs

El sistema M/H és un sistema que comparteix el mateix canal de radiofreqüència que l'estàndard ATSC, és a dir, per un costat el servei ATSC multiplexa per als serveis de televisió digital tals com HD i SD, per l'altre costat multiplexa la banda mòbil utilitzant una amplada de banda de ~19.39 Mbps. La funció del sistema de transmissió és combinar aquests dos tipus de fluxos en un sol paquet MPEG per processar i modular.
El sistema ATSC-M/H està separat en unitats funcionals lògiques corresponents amb la pila de protocol il·lustrada a la imatge.

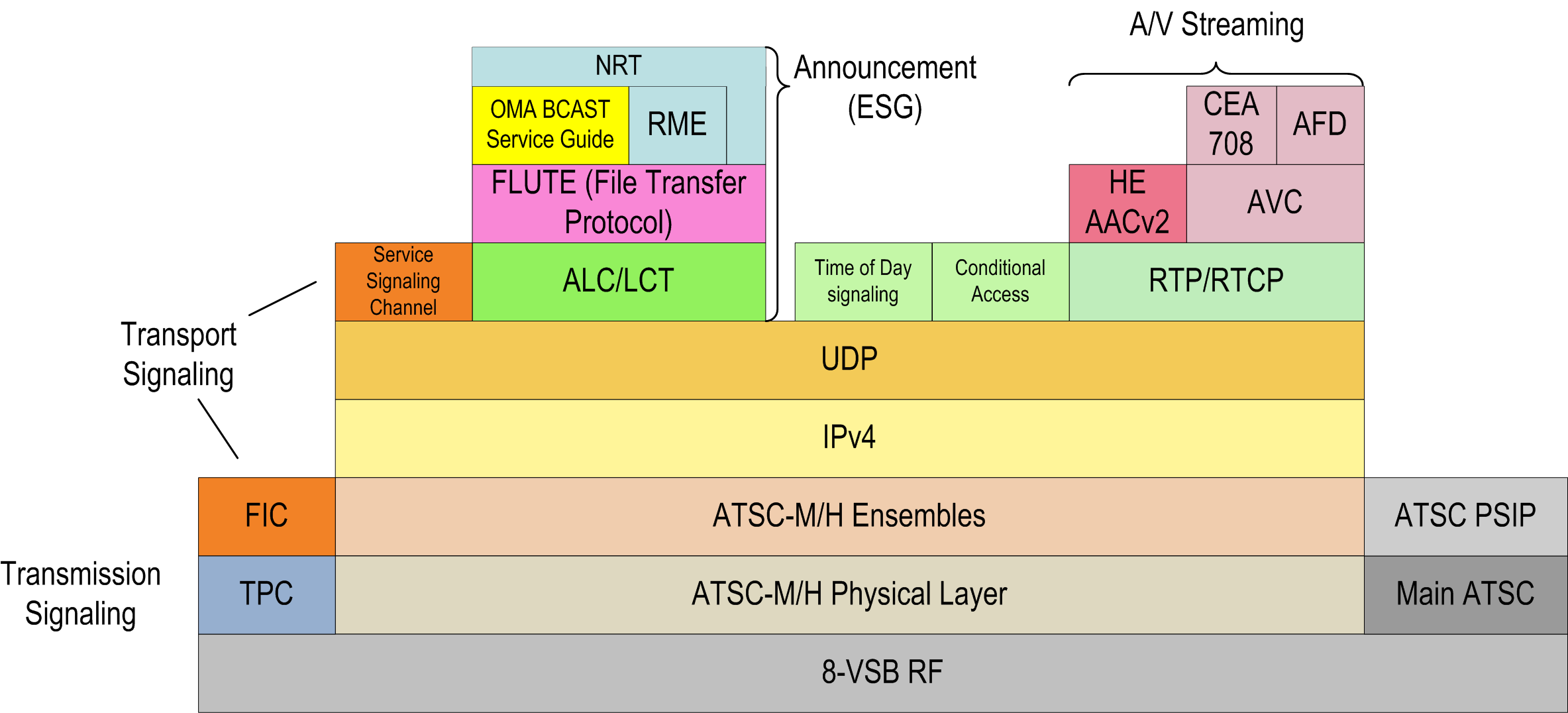
Model de capes de ATSC-MH

L'estàndard defineix un flux fixa de transport, basat en trames de M/H, que estableixen la localització del contingut a les trames de VSB i permet un processament més fàcil per al receptor mòbil. Això és una diferència amb el sistema ATSC donat que en el A/53 no existeix una estructura fixa relativa a les trames VSB.
Una trama transmesa mitjançant l'estàndard M/H és equivalent a 20 trames de VSB, té un desfàs de 37 paquets de fluxos de transport i una duració de 968 ms. Cada trama de M/H està dividida en 5 subtrames i cada una d'elles en 16 ranures. Cada ranura és la quantitat de temps necessari para transmetre 156 paquets de fluxos de transport. Una ranura pot contenir tot el contingut de les dades (A/53) o pot estar dividit en 118 paquets de dades en M/H i 38 paquets de dades principals. Los 118 paquets transmesos s'anomenen grup M/H. Cada paquet dels 118 estan encapsulats en un paquet especial conegut com a MHE.
Cada formació de M/H és una col·lecció de grups que poden portar un o dos conjunts. Cadascun conté un o més serveis. Cada conjunt utilitza una estructura de correcció d'errors diferent (FEC). Cada conjunt pot ser codificat a diferents nivells de correcció segons la seva finalitat.
L'estàndard ATSC-M/H, com el DVB-H, consta d'una tècnica anomenada Time-slicing que es basa en la multiplexació temporal de la transmissió de diferents serveis, és a dir quan el receptor no està rebent l'onada de dades, el sintonitzador està inactiu i per aquest motiu està utilitzant menys capacitat de bateria i gràcies a aquest sistema no perd tanta càrrega.

### Protecció d'errors
L'estàndard combina diversos mecanismes de protecció contra errors per a donar millors resultats, tals como:
- Un codi Reed-Solomon (RS) que corregeix els Bytes equivocats després de descodificar el codi convolucional en el receptor.
- Un CRC Checksum que millora la detecció d'errors donat que els Bytes poden ser marcats como erronis abans de la descodificació.

El RS pot representar els següents pars de símbols: 24, 36 48. Els símbols i el checksum conformen els elements exteriors de la matriu de dades del conjunt M/H. A la matriu el nombre de línies és fixa però les columnes varien segons quantes columnes per subtrama hagi ocupat.
Per a compatibilitzar amb els receptors A/53 s'utilitza un codificador modificat de Trellis.

### Senyalització
La senyalització d'aquest estàndard està definida en tres capes diferents.
- La capa de transmissió és la de nivell més baix. Aquesta capa proveeix al receptor de la informació necessària per a descodificar el senyal.
- La capa de transport utilitza dos tipus de canals: el canal d'informació ràpid i el canal de senyalitzat del servei. El primer distribueix la informació essencial per a permetre la ràpida adquisició del servei pel receptor. El segon proveeix de la informació bàsica, l'estructura lògica dels serveis transmesos i els paràmetres de descodificació de l'àudio i del vídeo.
- La capa d'anunci/Electronic Service Guide (ESG) és la capa més alta. Utilitza OMA BCAST Electronic Service Guide (ESG). L'ESG consisteix en diverses seccions de codi XML.

## Comparació DVB-H vs ATSC-M/H
En aquesta tabla podem veure una comparació de les característiques més generals de cada estàndard.
|          | Modulació | BW    | time-slicing | Reed Solomon |
| -------- | --------- | ----- | ------------ | ------------ |
| ATSC-M/H | 8VSB      | 6 MHz | Si           | Si           |
| DVB-H    | COFDM     | 5 MHz | Si           | Si           |